# Misye Arsita
Misye Arsita (Kediri, Java Oriental, 2 de enero de 1964-Ibidem, 5 de noviembre de 2015) también conocida como Misniarti, fue una cantante y actriz indonesia. Se hizo conocer con la canción titulada "Dingin Yank" composición de Sunu Budiono.

## Carrera
Misye Arsita comenzó su carrera como cantante dangdut. Luego participó en varias películas. En la televisión durante la década de 2000, Misye se unió a un programa de humor o comedia llamado, Ketoprak, protagonizado por la exestrella, Srimulat.

## Cinematografía

### Películas
- Cinta Annisa (1983)
- Cinta Kembar (1984)
- Kipas-kipas Cari Angin (1989)

### Sinetron
- Jin dan Jun
- Saat Memberi Saat Menerima
- Abad 21

## Álbumes
- Lupis Lunak
- Kesenggol Cinta
- Seleksi Platinum 20 Mega Hits Pop Indonesia '93-'94 (album kompilasi berbagai penyanyi)

## Premio
- Pemeran Pembantu Terbaik FSI 1996